# Triadodaphne pachytepala
Triadodaphne pachytepala är en lagerväxtart som beskrevs av André Joseph Guillaume Henri Kostermans. Triadodaphne pachytepala ingår i släktet Triadodaphne och familjen lagerväxter. Inga underarter finns listade i Catalogue of Life.